# Jaco (album)
Jaco è un album discografico registrato dal vivo di Jaco Pastorius, Pat Metheny, Bruce Ditmas e Paul Bley; venne pubblicato nel 1974 dall'etichetta di Paul Bley, Improvising Artists; l'album era ufficialmente senza titolo e portava indicato solo i nomi dei quattro musicisti, ma nelle edizioni successive venne indicato come "Jaco"; è la prima registrazione professionale di Jaco Pastorius e Pat Metheny che si erano conosciuti l'anno precedente a Miami.

## Tracce
1. Vashkar – 9:55 (musica: C. Bley)
2. Poconos – 1:00 (musica: P. Bley)
3. Donkey – 6:28 (musica: C. Bley)
4. Vampira – 7:15 (musica: P. Bley)
5. Overtoned – 1:04 (musica: C. Bley)
6. Jaco – 3:45 (musica: P. Bley)
7. Batterie – 5:12 (musica: C. Bley)
8. King Korn – 0:29 (musica: C. Bley)
9. Blood – 1:28 (musica: A. Peacock)

## Musicisti
- Jaco Pastorius - basso
- Pat Metheny - chitarra
- Bruce Ditmas - batteria
- Paul Bley - pianoforte elettrico